# Sukth
Sukth är en kommundel och tidigare kommun i Albanien.   Den ligger i Durrës prefektur i den nordvästra delen av landet, 25 kilometer väster om huvudstaden Tirana.
Trakten runt Sukth består till största delen av jordbruksmark.  Runt Sukth är det tätbefolkat, med 331 invånare per kvadratkilometer.